# Can Canet (Esponellà)
Can Canet és un mas al municipi d'Esponellà, a la comarca catalana del Pla de l'Estany. Es troba al nucli de població de Brunsó.